# كاليب ستانكو
كاليب ستانكو (26 يوليو 1993 بهوليدي في الولايات المتحدة - ) هو لاعب كرة قدم أمريكي وبولندي في مركز الوسط. شارك مع منتخب الولايات المتحدة تحت 20 سنة لكرة القدم. أما مع النوادي، فقد لعب مع نادي فادوتس ونادي فرايبورغ ونادي فرايبورغ II ‏.

## روابط خارجية
- كاليب ستانكو على موقع الدوري الأمريكي (الإنجليزية)
- كاليب ستانكو على موقع قاعدة بيانات كرة القدم.إي يو (الإنجليزية)
- كاليب ستانكو على موقع ناشيونال فوتبول تيمز (الإنجليزية)
- كاليب ستانكو على موقع Soccerbase.com (لاعب) (الإنجليزية)
- كاليب ستانكو على موقع Soccerway.com (الإنجليزية)
- كاليب ستانكو على موقع عالم كرة القدم.نت (الإنجليزية)
- كاليب ستانكو على موقع AS.com (الإسبانية)